# Miss Mundo Brasil 2008
Miss Mundo Brasil 2008 foi a 3ª edição de um concurso de beleza feminino sob a gestão da MMB Produções & Eventos (representada pelo empresário Henrique Fontes), a 19ª edição de realização de uma disputa específica para a eleição da brasileira para o concurso de Miss Mundo e o 49º ano de participação do Brasil na disputa internacional. Esta edição ocorreu pela primeira vez no Estado do Rio de Janeiro, tendo sua final realizada no "Eco Resort" em Angra dos Reis, com transmissão nacional pela TV Climatempo e SKY. Disputaram o título dez (10) candidatas, selecionadas a partir das edições de 2006 e 2007, visto a inicial antecipação do Miss Mundo 2008 para o início do segundo semestre daquele ano. Na ocasião, sagrou-se vencedora a mineira Tamara Almeida, enfaixada por sua antecessora Regiane Andrade.

## Resultados

### Colocações
| Colocação                                               | Representação & Candidata |
| ------------------------------------------------------- | --- |
| Vencedora                                               | - Minas Gerais - Tamara Almeida |
| 2º. Lugar                                               | - Paraná (Umuarama) - Vivian Noronha |
| 3º. Lugar                                               | - Paraná (Maringá) - Anelize Garcia |
| 4º. Lugar                                               | - Rio Grande do Sul - Geise Werzenska |
| 5º. Lugar                                               | - Rio de Janeiro (Campos) - Nayara Lima |
| Top 10 Semifinalistas (Em ordem final de classificação) | - Espírito Santo - Aline Avancini - Piauí - Renata Lustosa - Rio de Janeiro (São Gonçalo) - Alessandra Lopes - Paraná (Jandaia do Sul) - Amanda Bocchi - Pernambuco - Leila Roots |

### Premiações Especiais
O concurso distribuiu os seguintes prêmios este ano:
| Colocação             | Representação & Candidata            |
| --------------------- | ------------------------------------ |
| Miss Amizade          | - Piauí - Renata Lustosa             |
| Miss Imprensa         | - Paraná (Umuarama) - Vivian Noronha |
| Miss Elegância        | - Paraná (Maringá) - Anelize Garcia  |
| Miss Cordialidade     | - Piauí - Renata Lustosa             |
| Miss Criatividade     | - Piauí - Renata Lustosa             |
| Miss Popularidade UOL | - Piauí - Renata Lustosa             |

## Competição classificatória
A vencedora do melhor corpo garante uma vaga entre as finalistas do concurso: 

### Beach Beauty Brasil
| Prêmio | Representação & Candidata            |
| ------ | ------------------------------------ |
| 1      | - Paraná (Umuarama) - Vivian Noronha |
| 2      | - Minas Gerais - Tamara Almeida      |
| 3      | - Paraná (Maringá) - Anelize Garcia  |

## Jurados

### Final
Ajudaram a eleger a campeã:
1. Rogério Figueiredo, estilista;
2. Lúcia Petterle, Miss Mundo 1971; [10]
3. Sônia Maria Campos, Miss Mundo Brasil 1958;
4. João Annibale, Diretor da Leading Hotels of the World; [11]
5. Jacqueline Aguilera, Miss Mundo 1995;
6. Fernando Pires, estilista.

## Candidatas
Abaixo encontra-se a lista completa de candidatas deste ano: 
| - Espírito Santo - Aline Avancini - Minas Gerais - Tamara Almeida - Paraná (Jandaia do Sul) - Amanda Bocchi - Paraná (Maringá) - Anelize Garcia - Paraná (Umuarama) - Vivian Noronha - Pernambuco - Leila Roots - Piauí - Renata Lustosa - Rio de Janeiro (Campos dos Goytacazes) - Nayara Lima - Rio de Janeiro (São Gonçalo) - Alessandra Lopes - Rio Grande do Sul - Geise Werzenska |

## Designações
Candidatas designadas para representar o Brasil em concursos internacionais à convite da organização:
Legenda
      A representante do Brasil venceu a disputa.
       A representante do Brasil parou na 2ª colocação.
       A representante do Brasil parou na 3ª colocação.
| Candidata & Posição no concurso        | Concurso                                                              | Posição                  |
| -------------------------------------- | --------------------------------------------------------------------- | ------------------------ |
| Tamara Almeida (1ª colocada)           | Miss World 2008 (Final: Joanesburgo, África do Sul)                   | Top 15                   |
| Vivian Noronha (2ª colocada)           | Reina Hispanoamericana 2008 (Final: Santa Cruz de la Sierra, Bolívia) | Vencedora · Melhor Corpo |
| Kelly Giacomoni (3ª colocada em 2007)  | Miss Tourism Queen International 2008 (Final: Zhengzhou, China)       | Miss Fotogenia           |
| Nayara Lima (5ª colocada)              | Miss Global Beauty Queen 2008 (Final: Ningbo, China)                  | Top 15                   |
| Aline Avancini (6ª colocada)           | Miss Piel Dorada Internacional 2008 (Final: Tapachula, México)        | 3ª Colocada              |
| Renata Lustosa (7ª colocada)           | Miss Leisure World 2008 (Final: Suzhou, China)                        |                          |
| Catiane Menezes (23ª colocada em 2006) | Miss Tourism Queen International 2008 (Final: Zhengzhou, China)       |                          |
| Loraine Gimenez (30ª colocada em 2006) | Reinado Internacional del Café 2008 (Final: Manizales, Colômbia)      |                          |